# آرامگاه بی‌بی دختران
بی بی خدیجه، ام عبدالله از فرزندان زین العابدین امام چهارم شیعیان است. در شیراز، شمال مسجد مشیر واقع شده و این اثر در تاریخ ۲۱ تیر ۱۳۴۷ با شمارهٔ ثبت ۴۲۲ به‌عنوان یکی از آثار ملی ایران به ثبت رسیده‌است.
این آرامگاه به بی‌بی‌دختران یا در گویش محلی بی‌بی‌دخترون معروف است. این بنا در زمان ایلخانی ساخته شده‌است و دستور ساخت آرامگاه را زنی از سلاطین آن زمان دستور داده‌است و چون به دلیل زلزله تخریب شده، محمدقلی خان ایلخانی عمارت را تجدید و تعمیر کرد و عمارت کنونی مربوط به دوره زندیه است و در ابتدا اطراف بقعه قبرستان بوده. این آرامگاه در کوچه‌ای منشعب از خیابان شهید دستغیب در پشت مسجد بیت‌العباس در نزدیکی مسجد ایلخانی قرار گرفته‌است.

## هنر تجسمی (معماری)
این آرامگاه دارای گنبدی بلند است بنا به صورت دو تاج با یک زیر زمین ساخته شده‌است. حیاط آن نیز دارای حوضی چهار گوشه در جلو آرامگاه و دو باغچه در گوشه آن است.
مقبره‌ام عبدالله در زیرزمین حیاط قرار گرفته‌است و همچنین در بیرون از بقعه، در گوشه شمالی قبر عبدالله مبارک قرار دارد.

### درباره ساختمان
ازاره درون بقعه تا بلندای یک و نیم متری از سنگ گندمک ساخته شده‌است، پوشش روی آرامگاه چوبی است که درازا و پهنای آن  ۴ متر و ۱٫۵ متر و بلندای آن ۲ متر است. در دور و بر آرامگاه نیز، سنگ آرامگاههایی وجود دارد که نقش هایی  بر روی آنان کشیده شده و اکنون در ازارهها در پله‌ها کارگذاشته شده‌است.
این بقعه تاکنون چندین بار از سوی اداره اوقاف بازسازی شده‌است.

## نام‌گذاری
مردم در قدیم باور داشتند دخترها برای یافتن شوهر از بی‌بی‌دختران حاجت می‌گیرند و بین دخترهای جوان در گذشته رسم بود پارچه یا نخی را به عنوان داشتن حاجت به حرم بی‌بی‌دختران می‌بستند و در زمان گرفتن حاجت نذر خود را ادا می‌کردند. برخی بر این باورند که معبد زرتشتی در این مکان بوده و به مرور زمان از آناهیتا به بی بی دختران دگرگون شده است مانند بی بی شهربانو تهران.